# Mimpi Dreams
Mimpi Dreams (с англ. — «Сны Мимпи») — инди-игра в жанре платформера и point-and-click-квеста, разработанная чешской студией Silicon Jelly для мобильных устройств (позже состоялся выпуск на ПК). В роли издателя выступила компания Dreadlocks Ltd. Является продолжением игры Mimpi.

## Игровой процесс
Геймплей в Mimpi Dreams аналогичен Mimpi. Игроку предстоит взаимодействовать с интерактивными объектами и решать головоломки, с которыми он столкнется по ходу прохождения. В случае трудностей в решении головоломки игрок может воспользоваться подсказкой. Также игрок может искать различные коллекционные предметы, разблокирующие новые костюмы и достижения. В игре есть усложнённый режим с одной жизнью.

## Отзывы и рецензии
Британский портал Pocket Gamer поставил игре 8 балла из 10. Он высоко оценил мультяшный стиль и визуальные эффекты, отметив прогресс по сравнению с оригинальной игрой: «Mimpi Dreams предлагает более точное управление и менее напряжённый темп». С другой стороны, было отмечено, что игра крайне линейна и относительно легка в прохождении. Параб Пранай из Server Gadgets дал игре 7 балла из 10, высоко оценив визуальные эффекты и музыку, и похвалив управление и головоломки. С другой стороны, он отметил, что «из-за некоторых элементов на 4-дюймовых iPhone играть сложно». Чешский портал Server Games включил Mimpi Dreams в список лучших игр 2015 года, разработанных в Чехии и Словакии.